# Apáthegyalja
Apáthegyalja (1890-ig Podbrechy-Lehota, szlovákul: Lehôtka pod Brehmi) község Szlovákiában, a Besztercebányai kerületben, a Garamszentkereszti járásban.

## Fekvése
Garamszentkereszttől 7 km-re délnyugatra, a Garam bal partján fekszik.

## Története
A falu keletkezéséről nincsenek pontos adatok, régészeti leletek tanúsága szerint azonban területén a bronzkorban a korai hallstatti kultúra települése állt. Egyéb leletek között bronz tű és két kard került elő ebből az időből. Értékes sírleletek kerültek elő a lausitzi kultúra idejéből is.
A terület a 11. században a garamszentbenedeki apátság tulajdonában állt. A mai települést 1391-ben "Lehotka" néven említik először. Területének nagyobb része ekkor a revistyei váruradalom része volt, mintegy negyede pedig a garamszentbenedeki apátságé. Az apátság megszűnte után, 1536-tól az esztergomi káptalan birtoka lett. 1534-ben 5 portával adózott.
A 17. században a bányakamara tulajdona. 1601-ben 9 háza volt. 1647 áprilisában a Garammente több településével együtt a törökök fosztották ki, majd 1663-ban újra felégették. A rajtaütések és járványok miatt a 18. század elejére majdnem elnéptelenedett. 1715-ben 19 adózója lakta. 1828-ban 39 házában 236 lakos élt. 1849 januárjában a térség Görgey és Götz császári tábornok összecsapásának színtere volt. A honvédsereg visszavonulása után februárban császári, majd júliusban a segítségükre érkezett orosz csapatok szállták meg a községet.
Vályi András szerint: "LEHOTA. Podhrehi Lehota. Tót falu Bars Várm. földes Ura az Esztergomi Káptalanbéli Uraság, lakosai katolikusok, határja ollyan mint Felső Apátié."
Fényes Elek szerint: "Lehotka (Podbrehi), tót f., Bars vmegyében, Körmöczhöz délre 2 mfld. 236 kath. lak. Sok gyümölcs. Földjei a Garam mentében termékenyek. F. u. az esztergomi káptalan."
Bars vármegye monográfiája szerint: "Apáthegyalja, tót kisközség a Garam völgyében. Hajdan Podbrehi-Lehota volt a neve és a revistyei vár tartozéka volt. A XVI. század elején a szentbenedeki apátság uradalmai között találjuk, de 1565-ben Miksa király már mint új adományt az esztergomi káptalannak adja, melynek azután mindvégig birtokában marad. Templom a faluban nincsen. A lakosok száma 345, postája Geletnek, távirója és vasúti állomása Geletnek-Szklenó."
A trianoni békeszerződésig Bars vármegye Garamszentkereszti járásához tartozott, ezután a csehszlovák állam része lett. 1944-1945-ben területén élénk partizántevékenység folyt.

## Népessége
| Év:            | 1994. | 2004.    | 2014.    | 2024.   |
| -------------- | ----- | -------- | -------- | ------- |
| Emberek száma: | 324   | 372      | 414      | 397     |
| Eltérés:       |       | +14,81 % | +11,29 % | -4,10 % |

| Év:            | 2023. | 2024.   |
| -------------- | ----- | ------- |
| Emberek száma: | 398   | 397     |
| Eltérés:       |       | -0,25 % |

1910-ben 434, túlnyomórészt szlovák anyanyelvű lakosa volt.
2001-ben 339 lakosából 320 szlovák volt.
2011-ben 403 lakosából 337 szlovák volt.